# Elsbett-Motor

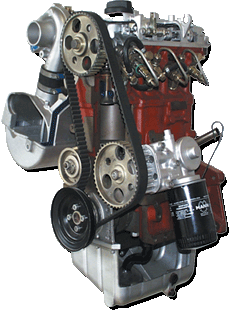
Elsbett-3-Zylinder-Reihenmotor

Ein Elsbett-Motor ist ein Vielstoff-Hubkolbenmotor, der nach dem Dieselprinzip arbeitet. Das charakteristische Merkmal ist die Verbrennung des eingespritzten Kraftstoffs in der im Kolbenraum rotierenden Verbrennungsluft. Dabei soll die wandnah strömende Luft nicht an der Verbrennung teilnehmen, um die Wärmeabgabe gering zu halten. Das Prinzip kann unabhängig von Bauweise und Arbeitsverfahren der Motoren eingesetzt werden. Die Motoren können mit geringen Kühlverlusten betrieben werden.
Der Begriff Elsbett-Motor geht auf den Namen seines Erfinders Ludwig Elsbett zurück.

## Geschichte

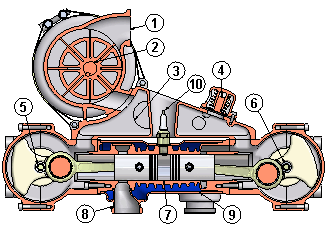
Beispiel eines Gegenkolbenmotors

Die Schrägscheibenmaschine war Vorlage für den Elsbett-Taumelscheibenmotor

Die Ursprünge der Elsbett-Motoren liegen 1937 bei den Junkers-Flugzeugwerken. Der letzte von Ludwig Elsbett entwickelte Diesel-Zweitakt-Gegenkolbenmotor gleicht den ersten Entwicklungen, an denen er mitgearbeitet hat. Bereits der Junkers Jumo 205 arbeitete nach diesem Prinzip, das beim Jumo 207 zu hohen Wirkungsgraden führte.
In den Jahren 1973 bis 1978 wurden Dreizylinder-Reihenmotoren und Sechszylinder-V-Motoren hergestellt. Ein Prototyp eines 14-Zylinder-Taumelscheibenmotors nach dem Prinzip der Schrägscheibenmaschine wurde gebaut, kam aber nie zum Einsatz.
Für die Landwirtschaft wurde 1989 der Traktor „Eicher 3108 Elsbett (3026/ZF T3345)“ mit 96 kW (130 PS) auf der Agritechnica vorgestellt. Ausgangsbasis war ein Eicher-Dreizylinder-EDL-Motor. Mit größeren Zylindern wurde ein Hubraum von 3890 cm³ erreicht. Das maximale Drehmoment betrug 430 Nm bei 1500 min−1, ein Drehmomentanstieg von 29 Prozent. Der Wirkungsgrad lag bei 40 Prozent. Der Motor hatte einen Ölkühler. Da der Landmaschinenhersteller Eicher kurze Zeit darauf in wirtschaftliche Schwierigkeiten geriet, blieb dieser Traktor erfolglos. Einige Bestandteile der Erfindungen Elsbetts werden in jüngster Zeit von dem Traktorenhersteller Deutz-Fahr wieder aufgegriffen.
Dem Elsbettmotor wurde in den 1980er-Jahren eine große Zukunft vorausgesagt, da er gegenüber den damaligen PKW-Dieselmotoren einen Verbrauchsvorteil von 20 bis 25 Prozent hatte. Gegenüber modernen Dieselmotoren mit Direkteinspritzung auch in PKWs, kennfeldgesteuerten Stufen- oder Mehrfacheinspritzung und Turboaufladung mit Ladeluftkühlung hat er keine Vorteile mehr.
Der gegenüber herkömmlichen Motoren höhere Herstellungspreis kann als Grund für seine geringe Verbreitung betrachtet werden. Auch die externe Patentlage mag bei vielen Konzernen eine Rolle gespielt haben.
Möglicherweise haben sich auch manche Entscheidungen Elsbetts negativ auf den Erfolg ausgewirkt.
Durch die Kooperation mit der damaligen Antriebs- und Maschinentechnik GmbH in Schönebeck wurden dort Elsbett-Motoren in Lizenz gefertigt und spezielle Versionen für den stationären Betrieb (Blockheizkraftwerk) weiterentwickelt. Schon die Junkers Flugzeug- und Motorenwerke haben in Schönebeck Motoren gebaut, und auch die aktuellen Entwicklungen (2008) der Golle Motor AG knüpfen technisch an die Entwicklung der Junkers-Flugmotoren an, bei denen Elsbett beteiligt war.

## Technik

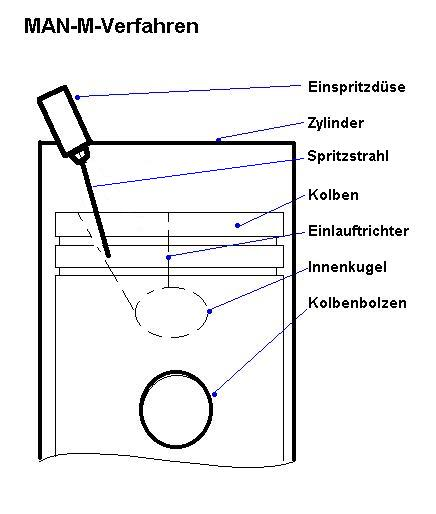
Prinzipskizze des MAN M-Verfahrens

Der Ladungswechsel umfasst die Takte 1 (Ansaugen) und 4 (Ausschieben)

Zylinderlaufbuchse eines Gegenkolbenmotors:
1) Einlassbereich (Einlassschlitze)
2) Kühlbereich des Arbeitsraumes
3) Auslassbereich (Auslassschlitze)
4) Kühlbereich des Auslasses

Hauptmerkmal der Elsbett-Motoren ist die technische Gestaltung des Motors, um die beim Verbrennungsprozess freiwerdende Energie des Kraftstoffes mit einem höheren Wirkungsgrad als bei herkömmlichen Motoren zu nutzen. Dazu wurde der Elsbett-Motor unter anderem in folgenden Bereichen verbessert:
- Ladungswechsel
- Gemischbildung
- Direkteinspritzung
- Thermomanagement

Charakteristisch für den Elsbett-Motor sind der Gelenkkolben mit Verbrennungsraum, die Rotationsspülung und die Vielstoffeignung, die durch ein sogenanntes „nicht wandverteilendes“ Einspritzverfahren realisiert wurde. Der Kraftstoff wird dafür in einer Weise in den Verdichtungsraum eingespritzt, dass die umgebenden Wände (Patentgrafik Zylinderkopf, -wand und Kolbenboden) nicht benetzt werden (Vergleich: Mittenkugelmotor). Dadurch werden Wärmeverluste verringert und das Verkoken des Motors vermieden. Deshalb können nahezu alle dieselähnlichen Kraftstoffe, auch Pflanzenöle hoher Viskosität, eingesetzt werden.
„Duothermische Verbrennung“ wird als Begriff benutzt, um die Wirkung der Elsbett-Motoren zu beschreiben. Das Duotherm-Verfahren und Doppel-Duotherm-Verfahren findet sich in verschiedenen Veröffentlichungen.
Ziel dieser Anwendung ist die Optimierung der Verbrennung deren Problematik in nachstehenden Artikeln beschrieben ist:
- Seiliger-Kreisprozess
- Gleichraumprozess
- Diesel-Kreisprozess

Die in den vorstehenden Artikeln erklärten Theorien gehen von einer gleichförmigen Verteilung des Verbrennungsluftverhältnises in der Brennkammer (Zylinder) aus. Unberücksichtigt bleiben Kraftstoffverluste durch Niederschlagung an den Brennraumkammeroberflächen. Vordringlich werden Motoren, die auf dem Dieselprinzip basieren, mit einer qualitativen Gemischregulierung – mit Luftüberschuss – betrieben. Für Dieselmotoren wurde ein Optimum (λ = lambda) mit einem mageren Gemisch (Luftüberschuss), von 1,3 < λ < 2,2 ermittelt. Diese Werte werden im Kern der Verbrennung durch die duothermische Verbrennung erreicht, wobei die Abwärme genutzt wird, um den an der Verbrennung unbeteiligten Außenmantel des Gaskerns zu erhitzen. Dem Anteil der Stickoxide (NOx) wird entgegengewirkt, indem nur die im Verbrennungskern beteiligten Gasanteile Temperaturen erreichen, um diese zu bilden (siehe NOx-Synthese). Zu diesem Zweck sind die Zuführungskanäle der Verbrennungsluft so angeordnet, dass sie im Verbrennungsraum rotiert. Weil sich dabei die Gase dem Rotationsmittelpunkt nähern, steigt die Rotationsgeschwindigkeit. Die Zündung der Verbrennung erfolgt im Kern der rotierenden Verbrennungsluft. Die Rotation der Verbrennungsluft führt dazu, dass die schwereren kalten Schichten der unverbrannten Luft einen Kern aus verbrannten Gasen umhüllen. Die Einspritzung in die rotierende Gasmasse im halbkugelförmigen Kolbenverbrennungsraum bedingt eine relativ langsame, gleichmäßige Verbrennung im Vergleich zu regulären Otto- und Dieselmotoren. Für den Elsbett-Motor ist aufgrund seiner Bauart und des hohen Wirkungsgrades keine Wasserkühlung erforderlich; ein kleiner Ölkühler reicht aus, um die verlorene Wärme abzuführen. Öl aus dem Kurbelwellengehäuse wird zu Kühlzwecken von unten in den Kolben an den Zylinder gespritzt. Elsbett-Motoren wurden als Hubkolbenmotoren, mit Arbeitsverfahren als Zweitaktmotoren- und Viertaktmotoren gebaut.
Das Emissionsverhalten der Elsbett-Motoren wurde unter anderem in einer Studie zum „Pflanzenölbetriebenen Blockheizkraftwerken“ vom Bayrischen Staatsministerium für Landesentwicklung und Umweltfragen (StMLU) untersucht.

### Vorteile
- Durch das Fehlen des Flammkontaktes mit der Brennraum- und Zylinderwand nur geringe Wärmeverluste über die Wandungen, was deren Kühlung überflüssig macht
- Guter Wirkungsgrad, allerdings nicht viel höher als bei modernen Direkteinspritzern
- Lange Lebensdauer durch geringere Belastung des Motors und niedrige Drehzahlen
- Prinzipiell vielstoffgeeignet
- Ruhigerer Lauf als Dieselmotor

### Nachteile
- Schlechtes Masse/Leistungs-Verhältnis; leistungsstarke Motoren werden dadurch sehr schwer
- Kaltstart problematisch
- Geringe Drehzahldynamik

## Abgrenzung
Die Technik der Elsbett-Motoren bezieht sich auf Motoren nach dem Dieselprinzip. Leicht flüchtige Kraftstoffe, die bei der Verwendung der Flexible-Fuel-Vehicle-Technik beschrieben werden, sind ausgenommen.

## Patentinformationen
- Übersicht der Elsbett-Patente
- Patent  DE889959: Patentschrift Kreiselverdichter. Veröffentlicht am 14. September 1953, Erfinder: Ludwig Elsbett.‌
- Patent  DE1026574: Brennkraftmaschine, z. B. Zweitakt-Einspritzmotor. Veröffentlicht am 20. März 1958, Erfinder: Ludwig Elsbett.‌
- Patent  DE1526321: Viertakt-Hubkolben-Brennkraftmaschine. Veröffentlicht am 9. Juli 1970, Erfinder: Ludwig Elsbett.‌
- Patent  DE3343677: Reduzierung der Wärme- und Schadstoffemissionen bei Dieselmotoren. Veröffentlicht am 13. Juni 1985, Erfinder: Ludwig Elsbett.‌